# Gjerdingenita-Mn
La gjerdingenita-Mn és un mineral de la classe dels silicats, que pertany al grup de la kuzmenkoïta. Rep el nom de Gjerdingen, a Noruega, la seva localitat tipus, i pel catió dominant (manganès, Mn) al lloc D de l'estructura, segons la nomenclatura del supergrup de la labuntsovita.

## Característiques
La gjerdingenita-Mn és un silicat de fórmula química K₂Mn2+(Nb,Ti)₄(Si₄O₁₂)₂(O,OH)₄·6H₂O. Va ser aprovada com a espècie vàlida per l'Associació Mineralògica Internacional l'any 2003, i la primera publicació data del 2004. Cristal·litza en el sistema monoclínic. La seva duresa a l'escala de Mohs és 5.
Segons la classificació de Nickel-Strunz, pertany a «09.CE - Ciclosilicats amb enllaços senzills de 4 [Si₄O₁₂]8- (vierer-Einfachringe), sense anions complexos aïllats» juntament amb els següents minerals: papagoïta, verplanckita, baotita, nagashimalita, taramel·lita, titantaramel·lita, barioortojoaquinita, byelorussita-(Ce), joaquinita-(Ce), ortojoaquinita-(Ce), estronciojoaquinita, estroncioortojoaquinita, ortojoaquinita-(La), labuntsovita-Mn, nenadkevichita, lemmleinita-K, korobitsynita, kuzmenkoïta-Mn, vuoriyarvita-K, tsepinita-Na, karupmøllerita-Ca, labuntsovita-Mg, labuntsovita-Fe, lemmleinita-Ba, gjerdingenita-Fe, neskevaaraïta-Fe, tsepinita-K, paratsepinita-Ba, tsepinita-Ca, alsakharovita-Zn, lepkhenelmita-Zn, tsepinita-Sr, paratsepinita-Na, paralabuntsovita-Mg, gjerdingenita-Ca, gjerdingenita-Na, gutkovaïta-Mn, kuzmenkoïta-Zn, organovaïta-Mn, organovaïta-Zn, parakuzmenkoïta-Fe, burovaïta-Ca, komarovita i natrokomarovita.

## Formació i jaciments
Va ser descoberta a Gjerdingen, dins el municipi de Lunner, que perrtany al comtat d'Oppland (Noruega). Es tracta de l'únic indret de tot el planeta on ha estat descrita aquesta espècie mineral.